# (263251) Pandabear
(263251) Pandabear est un astéroïde de la ceinture principale.

## Description
(263251) Pandabear est un astéroïde de la ceinture principale. Il fut découvert le 6 janvier 2008 à Mauna Kea par Paul Wiegert et Amanda Papadimos. Il présente une orbite caractérisée par un demi-grand axe de 2,26 UA, une excentricité de 0,14 et une inclinaison de 6,7° par rapport à l'écliptique.

## Compléments